# Theridion albipes
Theridion albipes là một loài nhện trong họ Theridiidae.
Loài này thuộc chi Theridion. Theridion albipes được Ludwig Carl Christian Koch miêu tả năm 1878.